# Vyrus 985 C³ 4V
La 985 C³ 4V est un modèle de motocyclette du constructeur italien Vyrus commercialisé en petit nombre de 2004 à 2008.

## Description
La Vyrus adopte le moteur de la Ducati 999 R, qui développe 150 chevaux.
Afin d'encastrer convenablement le moteur entre les deux platines du cadre, il a fallu remplacer la pompe à eau par un modèle électrique et l'énorme radiateur par deux plus petits disposés sous le moteur.
La partie cycle reste identique à la tradition Vyrus : un cadre oméga et deux bras oscillant. L'empattement gagne 10 mm par rapport à la Vyrus 984 C³ 2V, le pneu arrière fait désormais 190 mm de large et le poids passe à 157 kg.
Le réservoir emporte 14,5 litres de carburant. Le constructeur annonce une vitesse de pointe de 292 km/h.
L'échappement ne se situe plus sous le moteur, mais se dédouble et est ramené sous la selle.
À l'instar des autres modèles Vyrus, la 985 C³ 4V pouvaient être totalement construite à la carte. Outre le choix de la couleur de carrosserie (monochrome, bi ou tricolore, fibre de carbone vernie), elle pouvait être équipé en option, dès la commande, d'un shift-light (une petite diode indiquant au pilote le moment le plus opportun pour monter un rapport).
La partie cycle pouvait emporter des jantes en magnésium forgé ou en fibre de carbone. Les suspensions pouvaient être remplacées par des éléments de marque Double System. Les disques de frein étaient remplacés par des disques pétales ou des disques en carbone. Tous les éléments pouvaient être anodisés. Une béquille centrale en aluminium pouvait être installée.
Côté moteur, un embrayage anti-dribble, des couvercles de courroies en fibre de carbone, un couvercle d'embrayage en magnésium ou fibre de carbone, un couvercle d'alternateur et des culasses en magnésium ou un contrôleur de traction pouvaient être mis en place29.
Elle pouvait recevoir un moteur réalésé à 1 100 ou 1 200 cm³.
La 985 C³ 4V est vendue 54 750 €. Elle a été fabriquée à 25 exemplaires jusqu'à fin 2008.